# Яценко, Тамара Семёновна
Тамара Семеновна Яценко (укр. Тамара Семенівна Яценко; род. 2 мая 1944 года) — доктор психологических наук, профессор, действительный член Национальной Академии педагогических наук Украины.

## Биография
Родилась 2 мая 1944 года в селе Драбовка Корсунь-Шевченковского района Черкасской области, где и получила среднее образование. В 1961 году окончила Корсунь-Шевченковское педагогическое училище. В 1968 году окончила с отличием физико-математический факультет Черкасского педагогического института.
В 1972 году, после защиты кандидатской диссертации, начала работать в Черкасском педагогическом институте. С 1974 года по настоящее время возглавляет кафедру психологии (ныне — кафедру практической психологии) Черкасского национального университета имени Богдана Хмельницкого. В 1989 году защитила докторскую диссертацию на тему «Активно-психологическая подготовка учителя к общению с учащимися», через два года получила учёное звание профессора. В 2002—2005 годах — декан психологического факультета ЧНУ, с декабря 2005 года до 2014 года — профессор Крымского гуманитарного университета и директор Центра глубинной психологии НАПН Украины при РВУЗ КГУ (Ялта). С 2014 года работает в Черкасском национальном университете им. Б. Хмельницкого.

## Научная деятельность
Т.С. Яценко является основателем психодинамической теории и разработчиком методов глубинно-психологического познания психики. Особую значимость приобрел метод психоанализа комплекса тематических психорисунков. Т. С. Яценко разработала метод активного социально-психологического обучения (АСПО), который лёг в основу её докторской диссертации, и раскрыла проблему структуры целостной психики в единстве сознательного и бессознательного; выделила важные разновидности психологических защит (базовые и ситуативные); исследовала роль эдипальных зависимостей в формировании психики и.т.д.
Под руководством Т.С. Яценко защищено 29 кандидатских и 2 докторские диссертации по теме глубинной психологии, она является автором более 200 публикаций. В 1997—1999 годах Тамара Семеновна была членом Высшей аттестационной комиссии Украины, в 1988—2005 годах — членом диссертационного совета по защите кандидатских и докторских диссертаций при Институте педагогики и психологии профобразования. С 1992 г. и по сей день является членом Высшей аттестационной коллегии Министерства образования и науки Украины, с 1995 г. — членом диссертационного совета по защите кандидатских и докторских диссертаций Института психологии имени Г. С. Костюка НАПН Украины, с 2002 г. — членом экспертного совета ВАК Министерства образования и науки Украины.
Член редколлегий ряда периодических изданий.

## Награды
Заслуженный работник образования Украины (1996). Отличник образования Украины (1999). Награждена Орденом княгини Ольги III степени (2001), знаком «За научные достижения» (2006), медалью «К. Д. Ушинский» (2009).